# Хистеректомија
Хистеректомија је хируршко уклањање материце. Такође, може укључивати уклањање грлића материце, јајника (оофоректомија), јајовода (салпингектомија) и других околних структура.
Хистеректомија, коју обично изводе гинеколози, може бити потпуна (уклањање тијела, фундуса и грлића материце) или дјелимична (уклањање тијела материце, док се грлић материце оставља нетакнут, позната и као „супрацервикална”). Уклањање материце чини пацијенткињу неспособном за рађање (као и уклањање јајника и јајовода) и има хируршке разлике, као и дугорочне ефекте, тако да се операција обично препоручује само када друге опције лијечења нису доступне или нису биле дјелотворне. То је други најчешће извођен гинеколошки хируршки поступак, послије царског реза, у Сједињеним Америчким Државама. Скоро у 68% случајева је извршена ради стања као што су ендометриоза, неправилно крварење и фиброиди материце. Очекује се да ће учесталост хистеректомије за немалигне индикације наставити да опада с обзиром на развој алтернативних опција лијечења.